# Liste geologischer Museen
Diese Liste geologischer Museen bietet einen nicht repräsentativen Überblick über geologische Museen. Museen mit geologischer oder mineralogischer Sammlung und darüber hinaus übergreifenden Sammelgebieten (wie zum Beispiel das Naturkundemuseum Berlin) sind unter Liste naturhistorischer Museen gelistet.

## Liste

### Deutschland
| Institution                                                                       | Ort                  | Bundesland          |
| --------------------------------------------------------------------------------- | -------------------- | ------------------- |
| Anhaltische Mineraliensammlung                                                    | Bernburg             | Sachsen-Anhalt      |
| Bergbaumuseum Rammelsberg                                                         | Goslar               | Niedersachsen       |
| Deutsches Höhlenmuseum Iserlohn                                                   | Iserlohn             | Nordrhein-Westfalen |
| Dobergmuseum                                                                      | Bünde                | Nordrhein-Westfalen |
| Eiszeit-Haus                                                                      | Flensburg            | Schleswig-Holstein  |
| Eiszeitmuseum                                                                     | Lütjenburg           | Schleswig-Holstein  |
| Geologisches Museum München                                                       | München              | Bayern              |
| Geologie im Museum der Natur Hamburg (früher Geologisch-Paläontologisches Museum) | Hamburg              | Hamburg             |
| GeoMuseum Clausthal                                                               | Clausthal-Zellerfeld | Niedersachsen       |
| Geomuseum Münster                                                                 | Münster              | Nordrhein-Westfalen |
| Geotanium                                                                         | Gettorf              | Schleswig-Holstein  |
| Lava-Dome Mendig                                                                  | Mendig               | Rheinland-Pfalz     |
| Maarmuseum                                                                        | Manderscheid         | Rheinland-Pfalz     |
| Meteorkratermuseum                                                                | Steinheim am Albuch  | Baden-Württemberg   |
| MiMa Mineralien- und Mathematikmuseum                                             | Oberwolfach          | Baden-Württemberg   |
| Mineralogisches Museum der Universität Bonn                                       | Bonn                 | Nordrhein-Westfalen |
| Mineralogisches Museum Würzburg                                                   | Würzburg             | Bayern              |
| Mineralogisch-geologische Sammlungen                                              | Zwickau              | Sachsen             |
| Museum am Löwentor                                                                | Stuttgart            | Baden-Württemberg   |
| Museum für Geowissenschaften Heidelberg                                           | Heidelberg           | Baden-Württemberg   |
| Museum für Mineralogie und Geologie Dresden                                       | Dresden              | Sachsen             |
| Museum Mineralogia München                                                        | München              | Bayern              |
| Rieskrater-Museum                                                                 | Nördlingen           | Bayern              |
| Terra Mineralia                                                                   | Freiberg             | Sachsen             |
| Urweltmuseum Geoskop                                                              | Thallichtenberg      | Rheinland-Pfalz     |
| Vulkanhaus Strohn                                                                 | Strohn               | Rheinland-Pfalz     |
| Vulkanmuseum Daun                                                                 | Daun                 | Rheinland-Pfalz     |
| Vulkanerlebnis Parkstein                                                          | Parkstein            | Bayern              |

### Museen in Europa außerhalb Deutschlands
| Institution | Ort          | Land                   |
| --- | ------------ | ---------------------- |
| Alpines Museum der Schweiz | Bern         | Schweiz                |
| Bernsteinmuseum Palanga | Palanga      | Litauen                |
| Geologisches Museum Oslo | Oslo         | Norwegen               |
| Gletschergarten Luzern | Luzern       | Schweiz                |
| Musée Franck A. Perret | Saint-Pierre | Frankreich             |
| Museo Geologico Gemmellaro | Palermo      | Italien                |
| Museum of Practical Geology | London       | Vereinigtes Königreich |
| Vulcania | Saint-Ours   | Frankreich             |
| Erz-Petrografisches Museum des «Instituts für Geologie der Erzlagerstätten, Petrografie, Mineralogie und Geochemie» (IGEM) der Russischen Akademie der Wissenschaften | Moskau       | Russland               |
| Staatliches geologisches Museum der Russischen Akademie der Wissenschaften, benannt nach W. I. Wernadski (auf Russisch)                                               | Moskau       | Russland               |
| Museum für die Naturgeschichte des Versteinerten Waldes von Lesbos | Sigri        | Griechenland           |

### Museen außerhalb Europas
| Institution | Ort         | Land                |
| --- | ----------- | ------------------- |
| Chinesisches geologisches Museum | Peking      | Volksrepublik China |
| Geologisches Museum der Provinz Gansu                                                                                                | Lanzhou     | Volksrepublik China |
| Geologisches Museum von Guangxi | Nanning     | Volksrepublik China |
| Geologisches Museum der Provinz Hunan                                                                                                | Changsha    | Volksrepublik China |
| Geologisches Museum der Provinz Shaanxi                                                                                              | Xi’an       | Volksrepublik China |
| Geologisches Museum der Provinz Shandong                                                                                             | Jinan       | Volksrepublik China |
| George C. Page Museum | Los Angeles | Vereinigte Staaten  |
| Geowissenschaftliches Nationalmuseum                                                                                                 | Windhoek    | Namibia             |
| Museum für Geologie Zentralsibiriens (russisch Музей геологии Центральной Сибири, englisch Central Siberian Geological Museum; CSGM) | Nowosibirsk | Russland            |